# عیسی‌لی (شهود)
عیسی‌لی (به ترکی استانبولی: İsalı) یک منطقهٔ مسکونی در ترکیه است که در شهود (شهر) واقع شده‌است.